# Tälesbach (Nagold)
Der Tälesbach ist ein über sieben Kilometer langer Bach am Ostrand des Nordschwarzwaldes in Baden-Württemberg, der im Calwer Stadtteil Hirsau von rechts und Osten in die Nagold mündet.

## Geographie

### Verlauf
Die Quelle des Tälesbachs liegt östlich von Neuhengstett im Althengstetter Gewann Eulhart. Der Tälesbach fließt von dort zunächst auf offener Flur, bis er Althengstett erreicht, unter dem er verdolt hindurch geführt wird. Dabei unterquert er zum ersten von vier Malen den stillgelegten Abschnitt Weil der Stadt–Calw der Württembergischen Schwarzwaldbahn. Nachdem der Tälesbach am südwestlichen Ortsrand wieder in ein offenes Bachbett geleitet wird, unterquert er nach einigen hundert Metern zum zweiten Mal die Württembergischen Schwarzwaldbahn und gleich danach die Bundesstraße 295. Er fließt nun etwa einen Kilometer lang erneut zwischen Wiesen durch die offene Flur, bis er nördlich des Calwer Stadtteils Heumaden bewaldetes Gebiet erreicht. Hier mündet von rechts sein längster Zufluss, der Neuhengstetter Bach. Von nun an gräbt sich der Tälesbach rasch ein. Er hat ein kleines charakteristisches Kerbtal mit steilen Hängen zu beiden Seiten geformt, eine so genannte Klinge. Dieser rund anderthalb Kilometer lange Talabschnitt trägt den Flurnamen Fuchsklinge. Hier fließt der Tälesbach naturbelassen über Bänke und neben Felsen aus Buntsandstein. In diesem Bereich mündet wiederum von rechts sein anderer größerer Zufluss Mönchlochgraben.

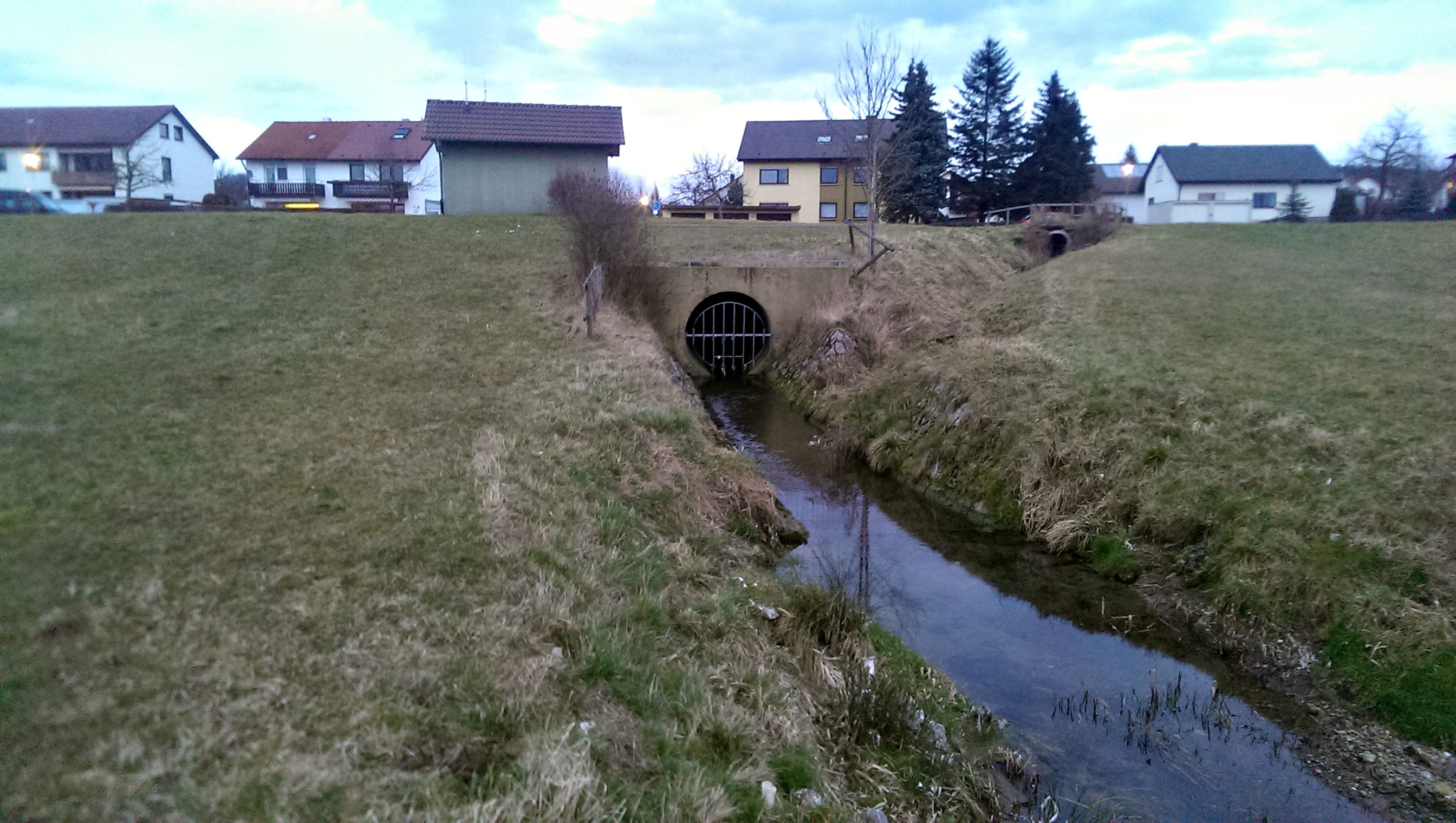
Tälesbach kommt in Althengstett aus seiner Verdolung
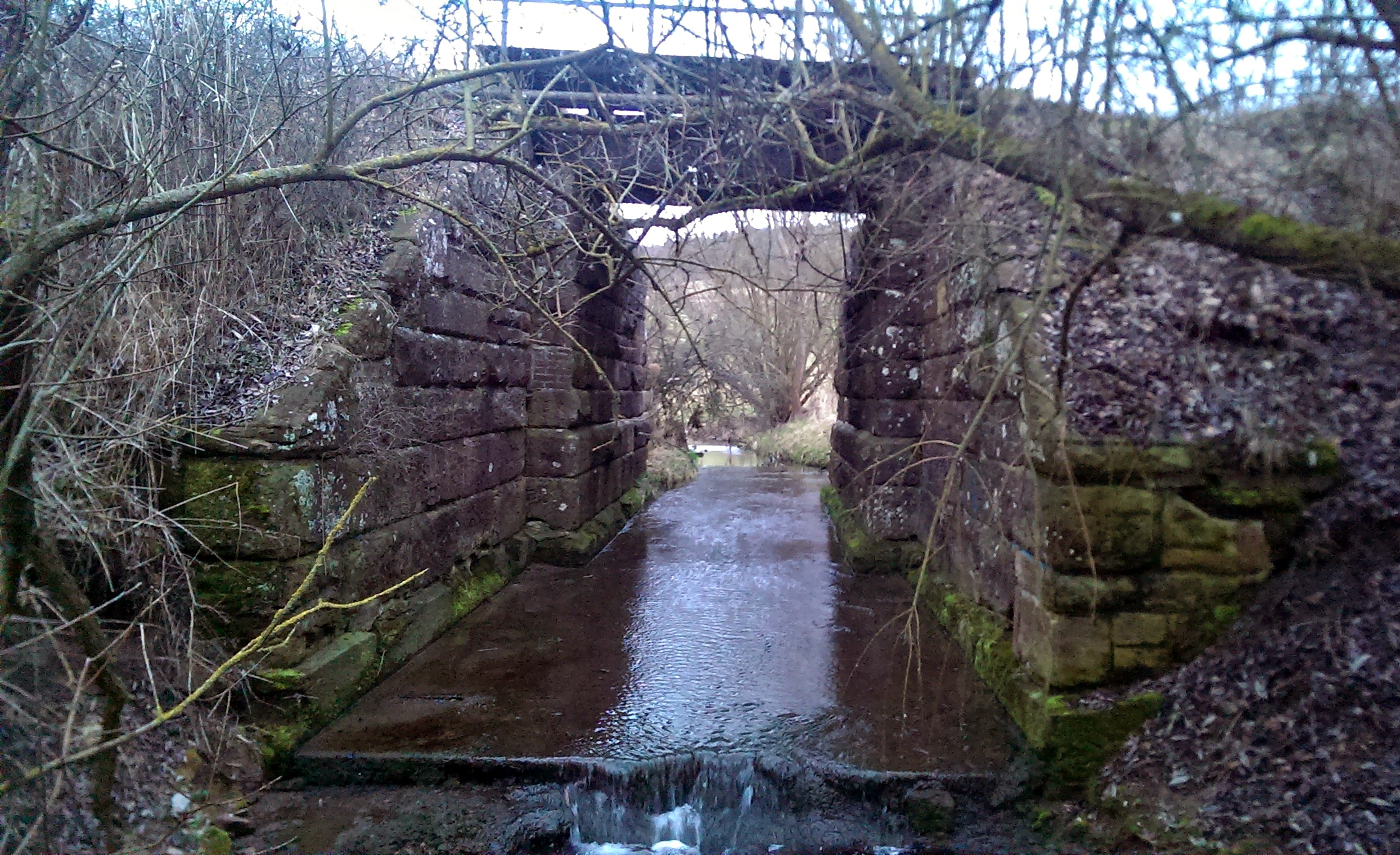
Tälesbach unterquert die Württembergische Schwarzwaldbahn zum zweiten Mal
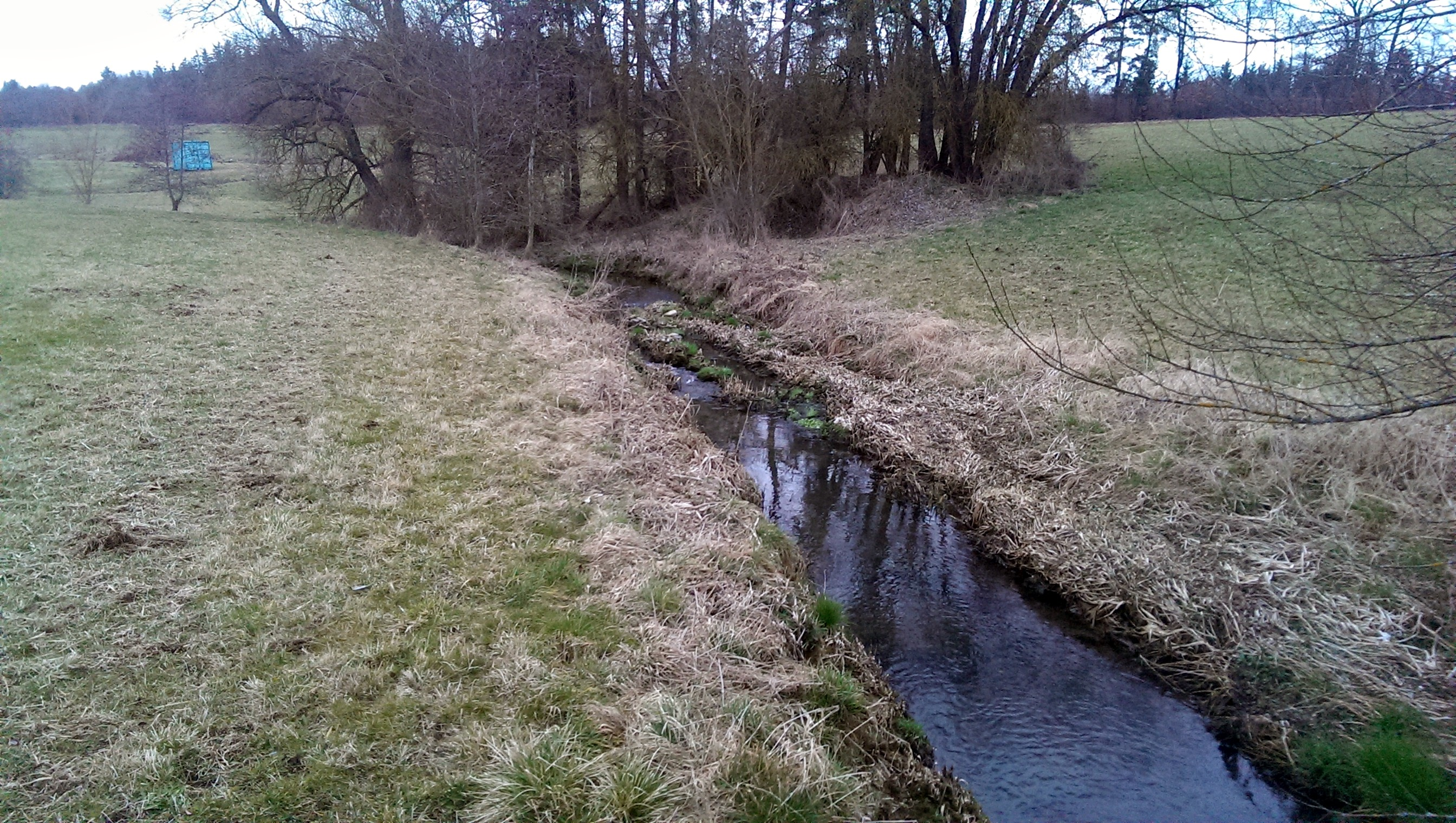
Tälesbach auf offener Flur bei Althengstett
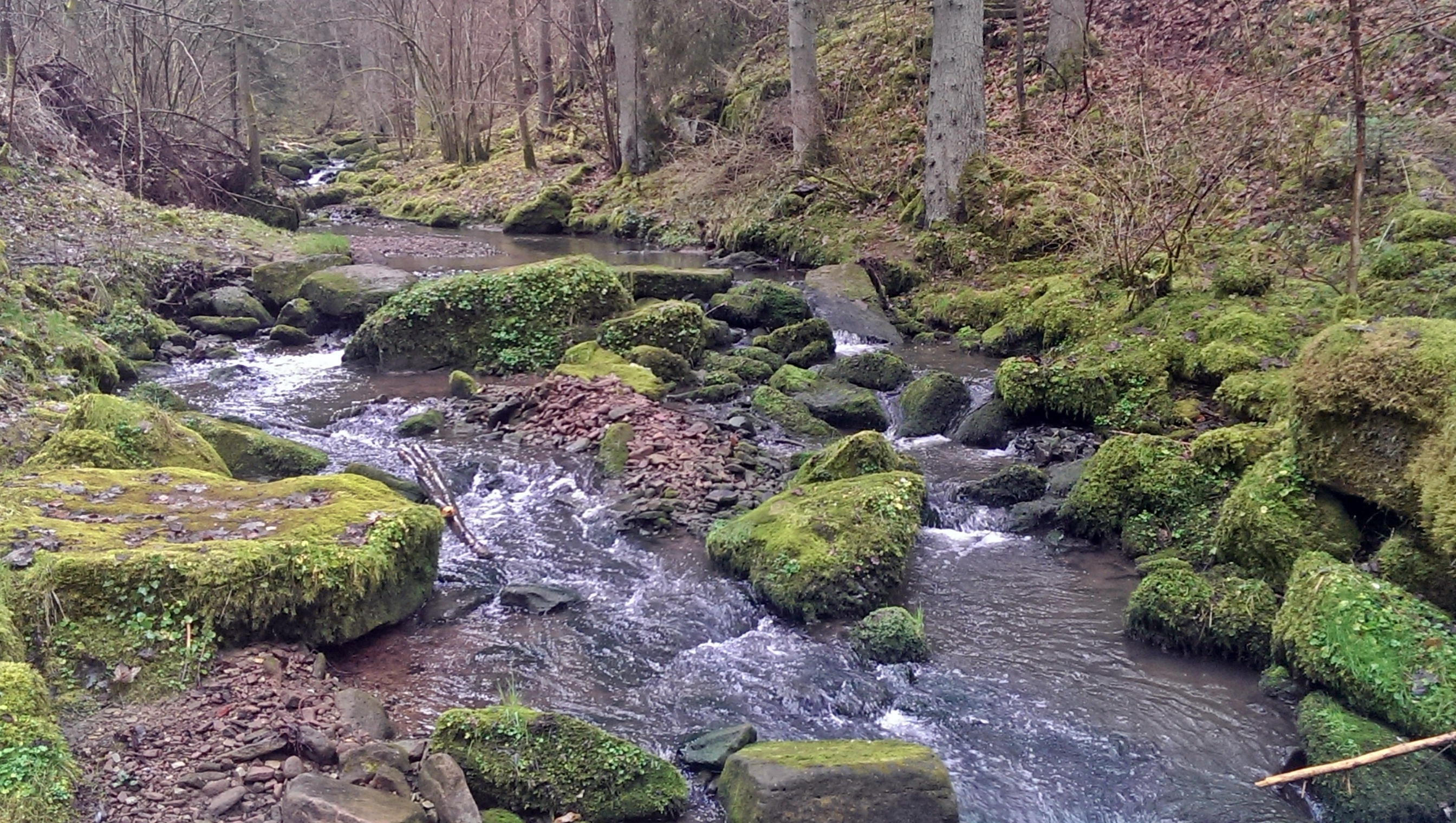
Tälesbach in der Fuchsklinge

Den folgenden Abschnitt des Tals hat der Bau der Württembergischen Schwarzwaldbahn stark verändert. Ins untere Tälesbachtal legte man große Teile einer Kehrschleife, auf der die Bahntrasse in sanftem Anstieg aus dem Nagoldtal den großen Höhenunterschied zur rechten Hochebene überwindet. Bei ihrem Bau in der zweiten Hälfte des 19. Jahrhunderts schüttete man dazu in großem Maße auf, den Tälesbach verlegte und kanalisierte man abschnittsweise. Die in Fließrichtung des Baches erste große Aufschüttung verfüllte den Kerbtalgrund zu einer ebenen Fläche. Die Bahnlinie tritt hier in abwärtiger Richtung aus dem Welzbergtunnel an der linken Talflanke und überquert den alten Bachlauf auf dieser Fläche.
Zu Beginn dieser Aufschüttung wird der Tälesbach heute künstlich aufgeteilt in einen oberirdisch und einen unterirdisch fließenden Zweig. Den unterirdischen Zweig speist ein unter dem Bachbett liegender, nicht sichtbarer Abfluss, der nur eine beschränkte Wassermenge aufnehmen und abführen kann. Bei länger anhaltender trockener Witterung verschwindet in diesem Bereich das gesamte vom Tälesbach mitgeführte Wasser zwischen den Steinen des Bachbettgrundes, fließt unterirdisch in einem aus Sandsteinen gemauerten Kanal unter der Bahnlinie hindurch und kommt unterhalb der Bahnquerung wieder an die Oberfläche. Im teilweise aus Beton bestehenden, künstlich angelegten Bachbett des oberirdischen Zweigs fließt in solch trockenen Phasen dann kein Wasser mehr. Bei stärkerer Wasserführung im Tälesbach fließt jedoch auch im oberirdischen Bett Wasser. Dieser offen fließende Zweig unterquert zuerst einen Waldweg (Welzbergweg) und läuft danach an dessen Seite unter einer kleinen Eisenbahnbrücke der Bahnlinie hindurch. Nach dieser fällt sein Wasser über ein mehrstufiges Überfallbauwerk aus Beton von der Aufschüttungsfläche hinab in den natürlichen Talgrund. Hier, unterhalb des Aufschüttungsbereiches, vereinigt er sich mit dem inzwischen auch wieder offen fließenden anderen Lauf zu einem Bachbett.
Die andere große Aufschüttung im Tal, ein ca. 64 m hoher Bahndamm, auf dem die Bahnlinie dann zum vierten Mal den Lauf des Tälesbachs überquert, riegelt das Tal bis zur Höhe der Dammkrone zu einem Talkessel ab. Aus ihm leitet ein etwa zwei Meter hoher Tunnel den Bach aus; vor wie nach ihm läuft der Tälesbach über mehrere hundert Meter kanalisiert in einem Betonbett.
Unterhalb des Talkessels stürzt der Bach in seinem Betonbett fast bis auf das Niveau der Nagold hinunter und unterquert dabei noch die Nagoldtalbahn sowie die zwischen Calw und Hirsau zu einer Straße vereinten Bundesstraßen 296 und 463. Dann mündet er am Südrand des Hirsauer Kurparks neben dem Flusssteg von rechts und Osten in die hier nordwärts fließende Nagold.

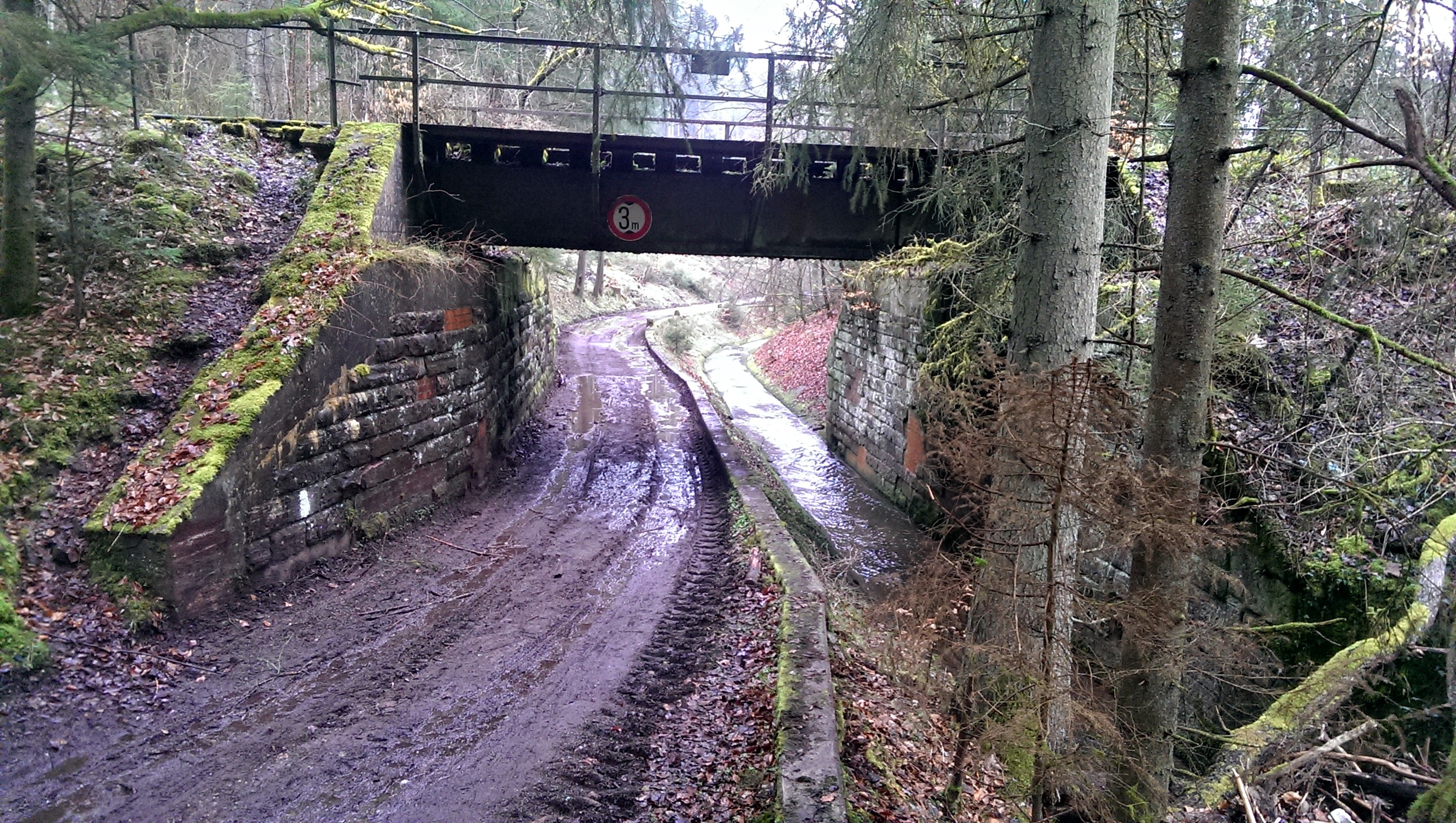
Oberirdischer Tälesbach-Zweig unterquert die Württembergische Schwarzwaldbahn
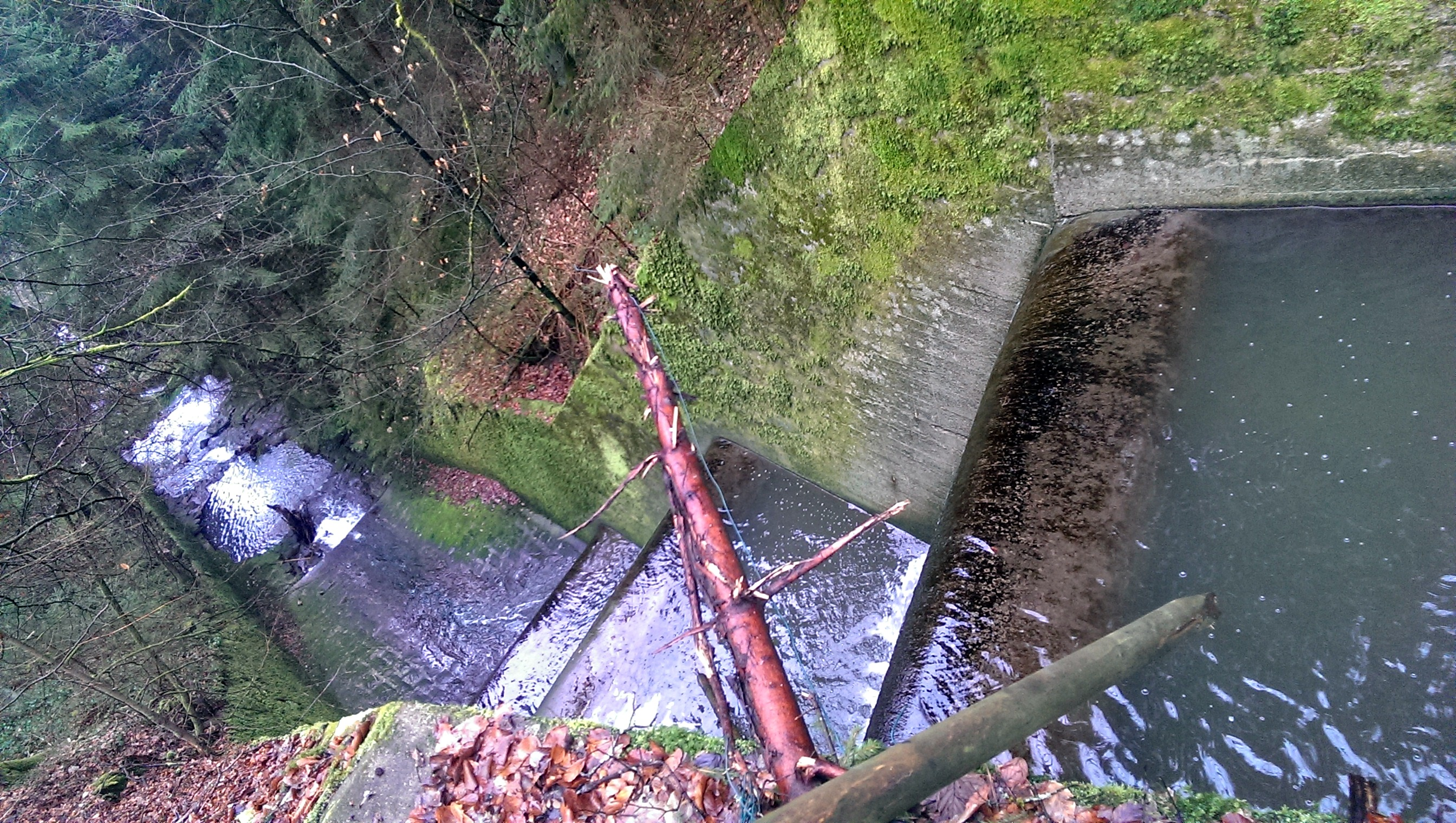
Oberirdischer Tälesbach-Zweig fällt über ein mehrstufiges Betonbauwerk in den Talkessel ab
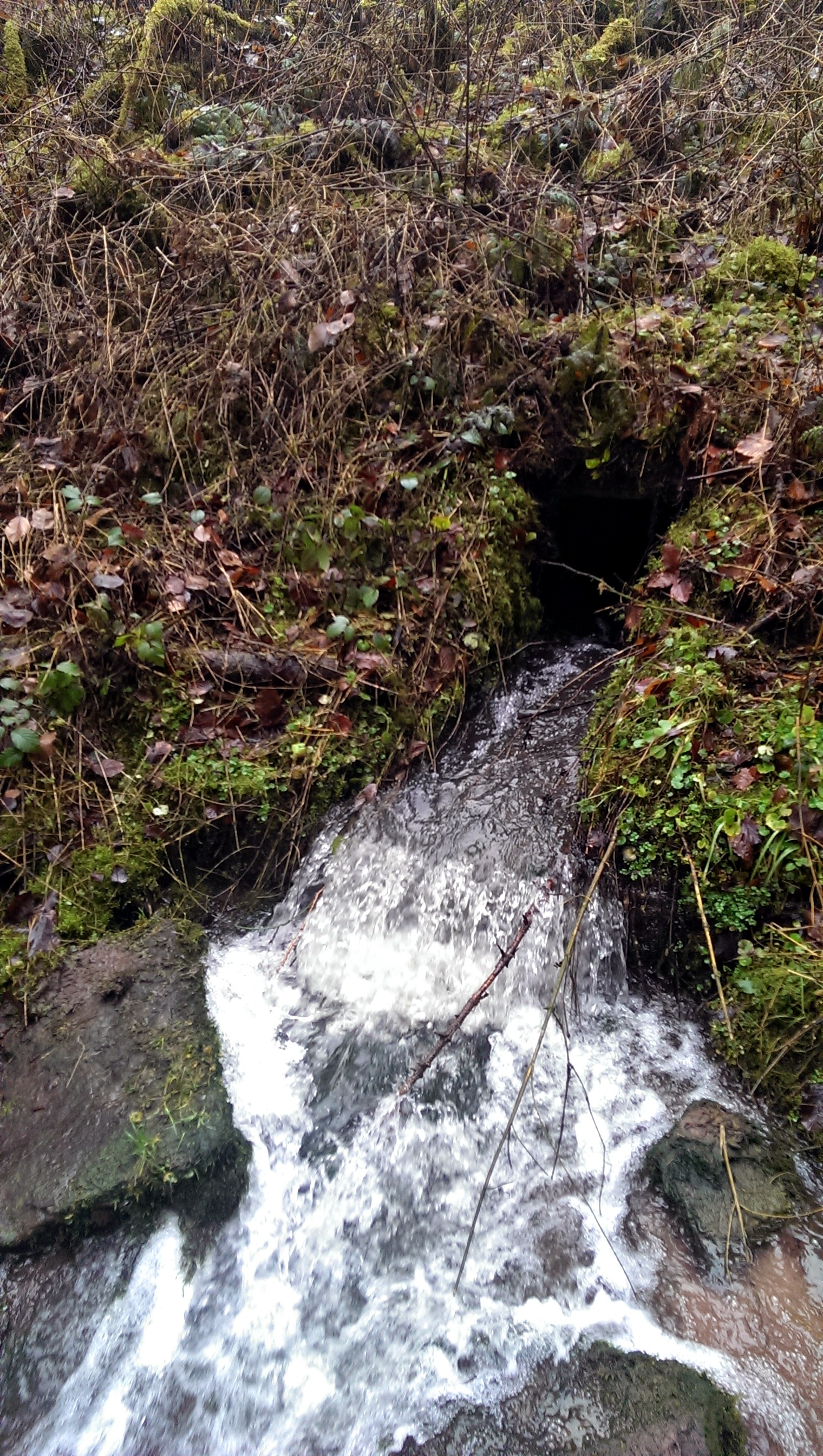
Unterirdischer Tälesbach-Zweig kommt im Talkessel wieder an die Oberfläche
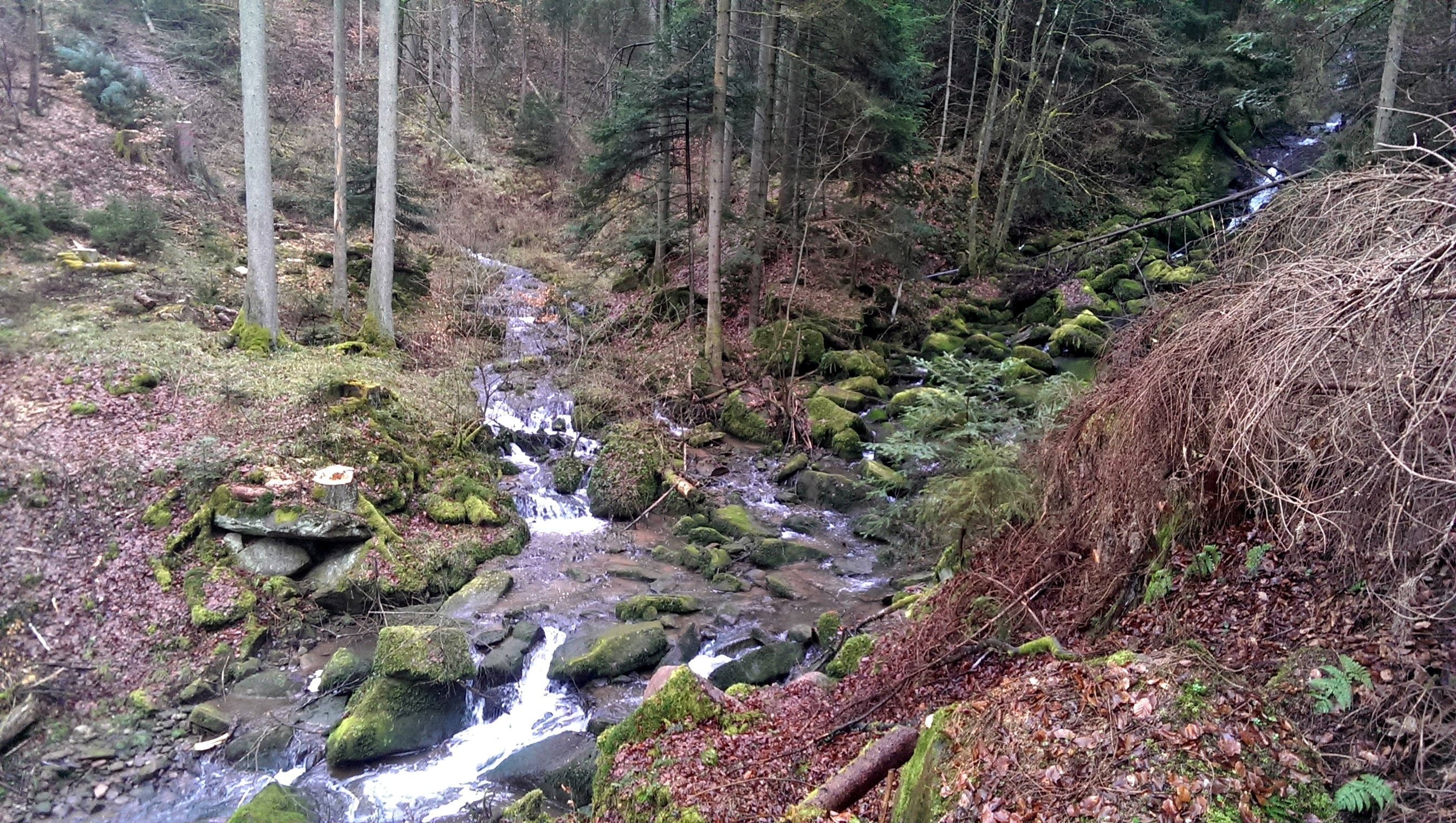
Aufgeteilter Tälesbach vereinigt sich im Talkessel wieder
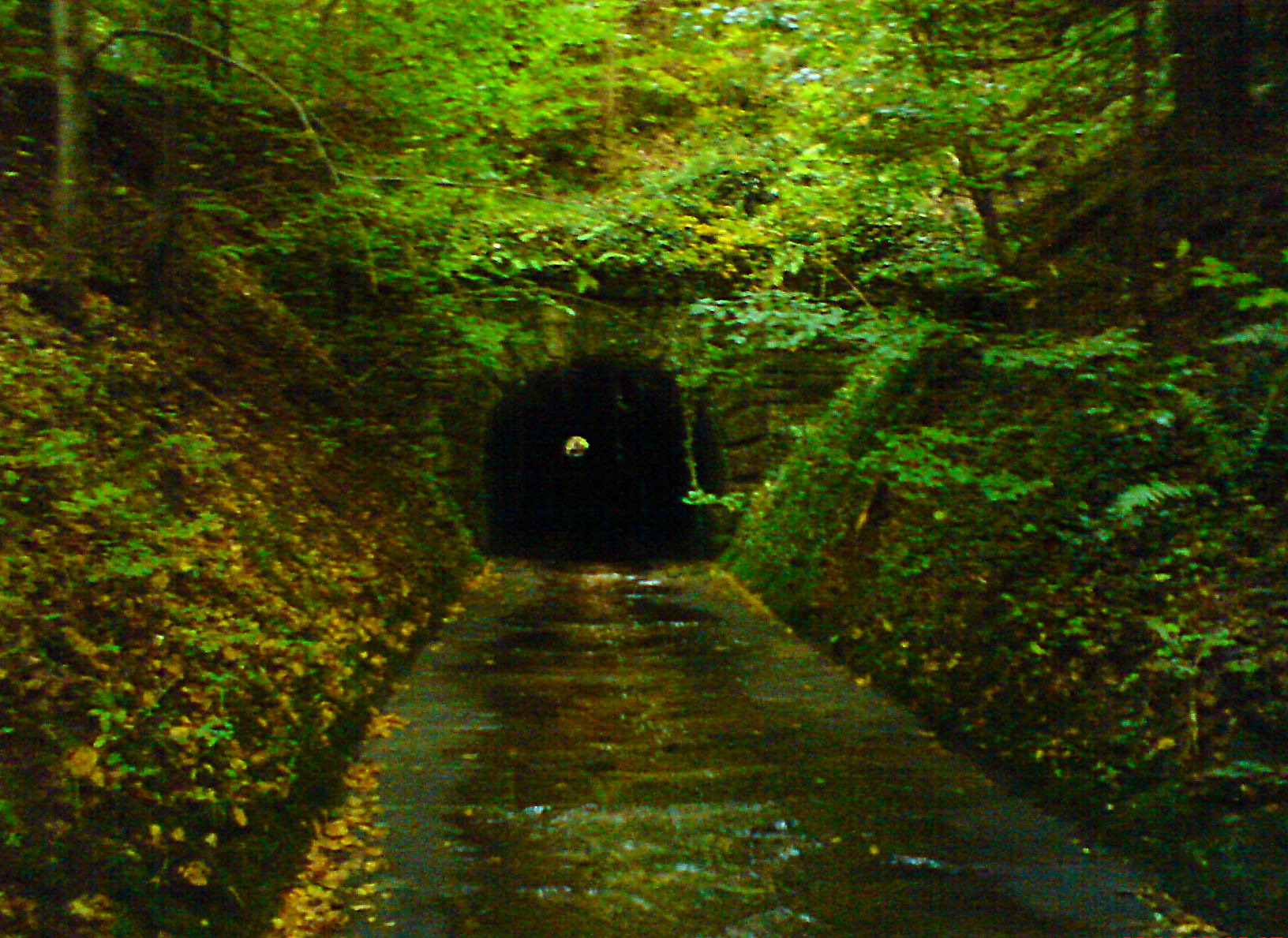
Tälesbach wird durch einen Tunnel aus dem Talkessel geführt
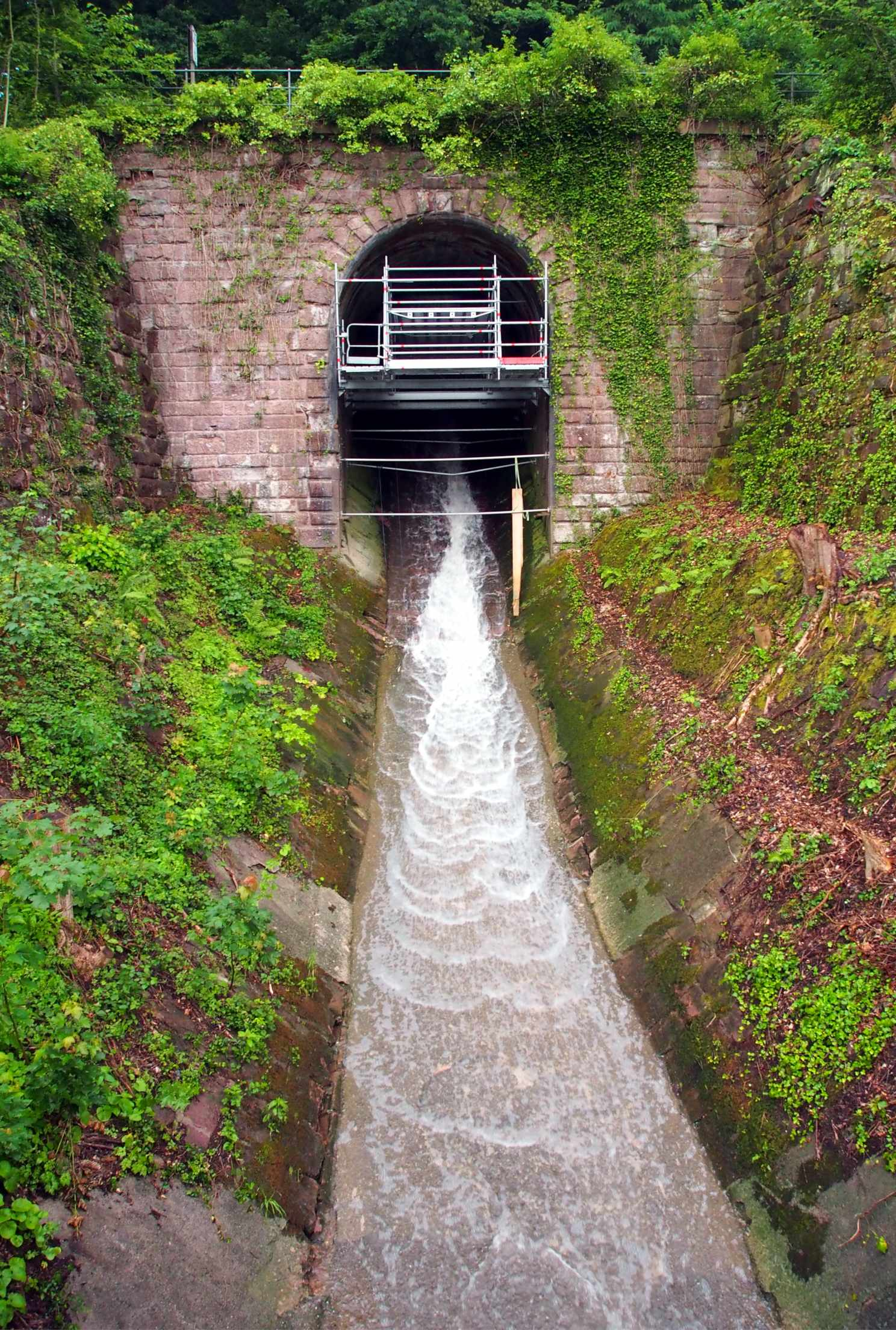
Austritt im Durchlass unter der Nagoldtalbahn

### Zuflüsse
Von der Quelle zur Mündung geordnet:
- Neuhengstetter Bach, von rechts auf etwa 455 m ü. NHN am Waldeintritt nördlich von Heumaden. Hat eine Länge von 2,5 km ab dem Austritt aus seiner Verdolung auf etwa 525 m ü. NHN am Nordrand des Waldes Langenlöchle nahe bei Neuhengstett.[2][3] Zuvor wird er unterirdisch durch Neuhengstett geführt.
- Mönchlochgraben, von rechts auf unter 445 m ü. NHN in der beginnenden Fuchsklinge, 1,8 km. Entsteht auf etwa 533 m ü. NHN im Waldgewann Schlehdorn zwischen Neuhengstett und Ottenbronn in dessen Westen.[2][3]

## Deponien

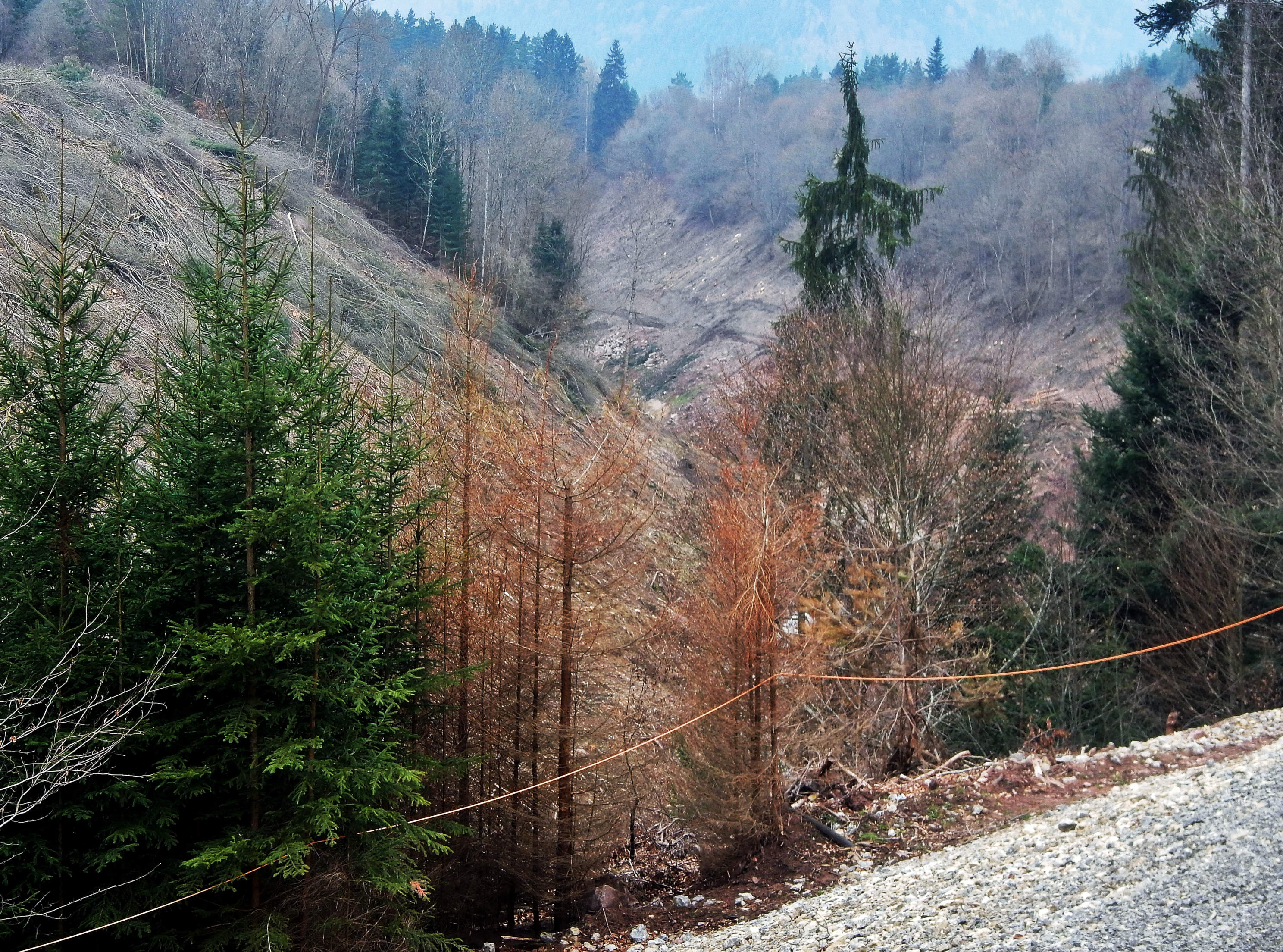
Die steilen Talflanken, gesehen 2016 von oberen Damm

Gravierende Gefahren für das Tälesbachtal bestehen durch zwei inzwischen stillgelegte Deponien an den beiden Talhängen im Talkessel und an dessen Rand. Am Nordhang betrieb die Deutsche Bundesbahn von ungefähr 1944 bis 1973 eine Deponie mit eigenem Gleisanschluss, auf dem gegenüberliegenden südlichen die Stadt Calw eine weitere. Müll und Schutt kippte man in den Talkessel hinunter, teilweise ohne ihn zu verdichten, die Halde reichte an manchen Stellen fast bis ans künstliche Betonbett des Baches heran, durch das er im Bereich der Deponien geführt wird. Bodenuntersuchungen im Jahre 2004 ergaben, dass beide Hänge auf Höhe der Deponien und darunter in den Talkessel abzurutschen drohten. Im Falle dies geschähe, würden die in den Tälesbach und danach in die Nagold eingespülten Schadstoffe die Umwelt erheblich schädigen. Möglicherweise könnte abrutschendes Material sogar den Abfluss des Bachs aus dem Talkessel blockieren und das Wasser rückstauen. 

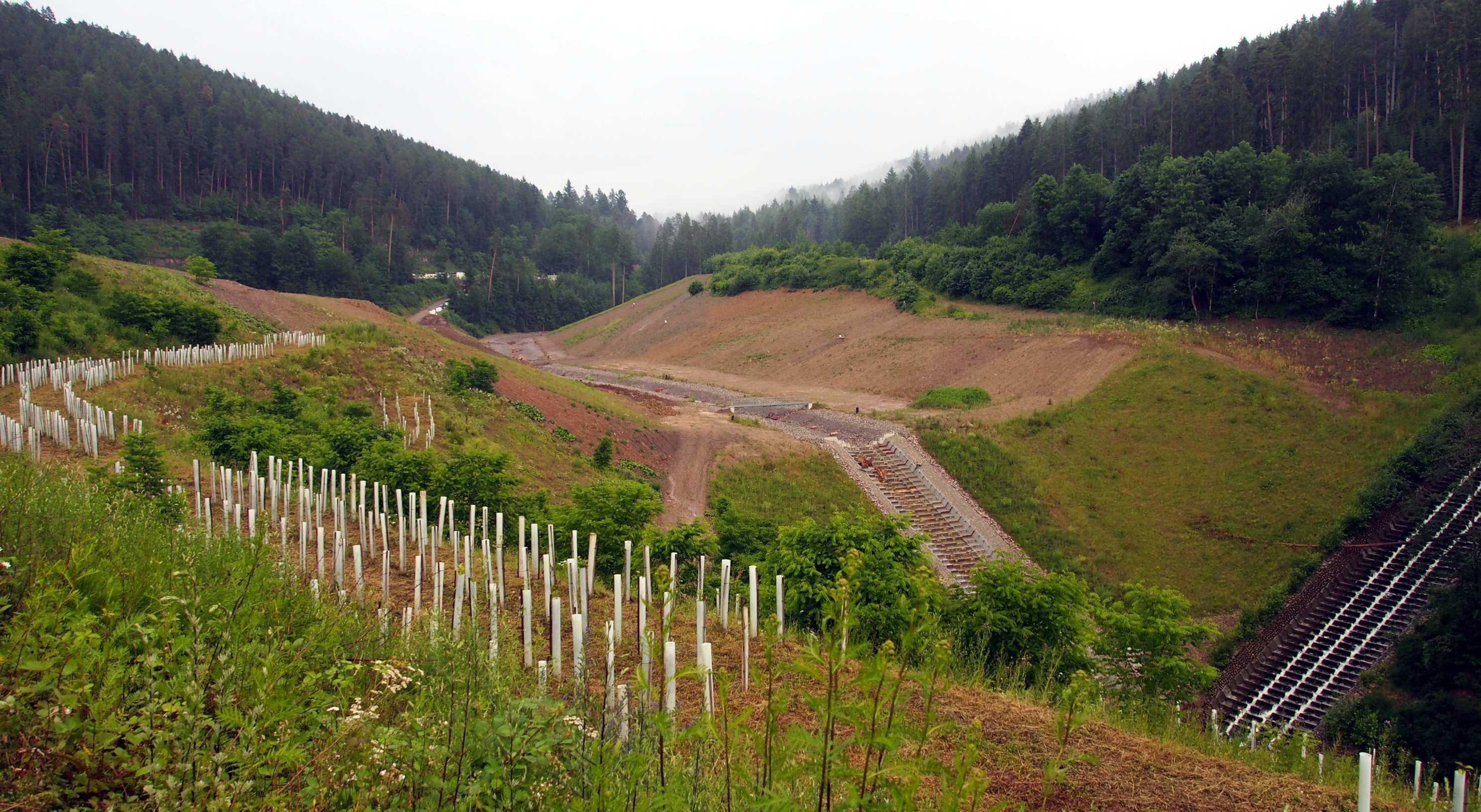
Der aufgefüllte Talkessel 2021 vom unteren Damm

Das Landratsamt Calw verpflichtete deshalb die früheren Betreiber dazu, ihre ehemaligen Deponien abzusichern. Geplant wurde, den Talkessel mit sehr großen Erdmengen so hoch aufzufüllen, dass die Hänge statisch gegen Abrutschen gesichert sind. Der Tälesbach sollte in diesem Abschnitt verdolt werden und unterirdisch aus dem gefährdeten Bereich geleitet werden. 2012 begann man mit vorbereitenden Maßnahmen wie dem Bau von Arbeitswegen und der Rodung der betroffenen Hänge, ab Mai 2015 mit den eigentlichen Maßnahmen, der Umleitung des Tälesbach und den Auffüllungsarbeiten.

Neue Bauwerke im Zuge der Deponiesanierung
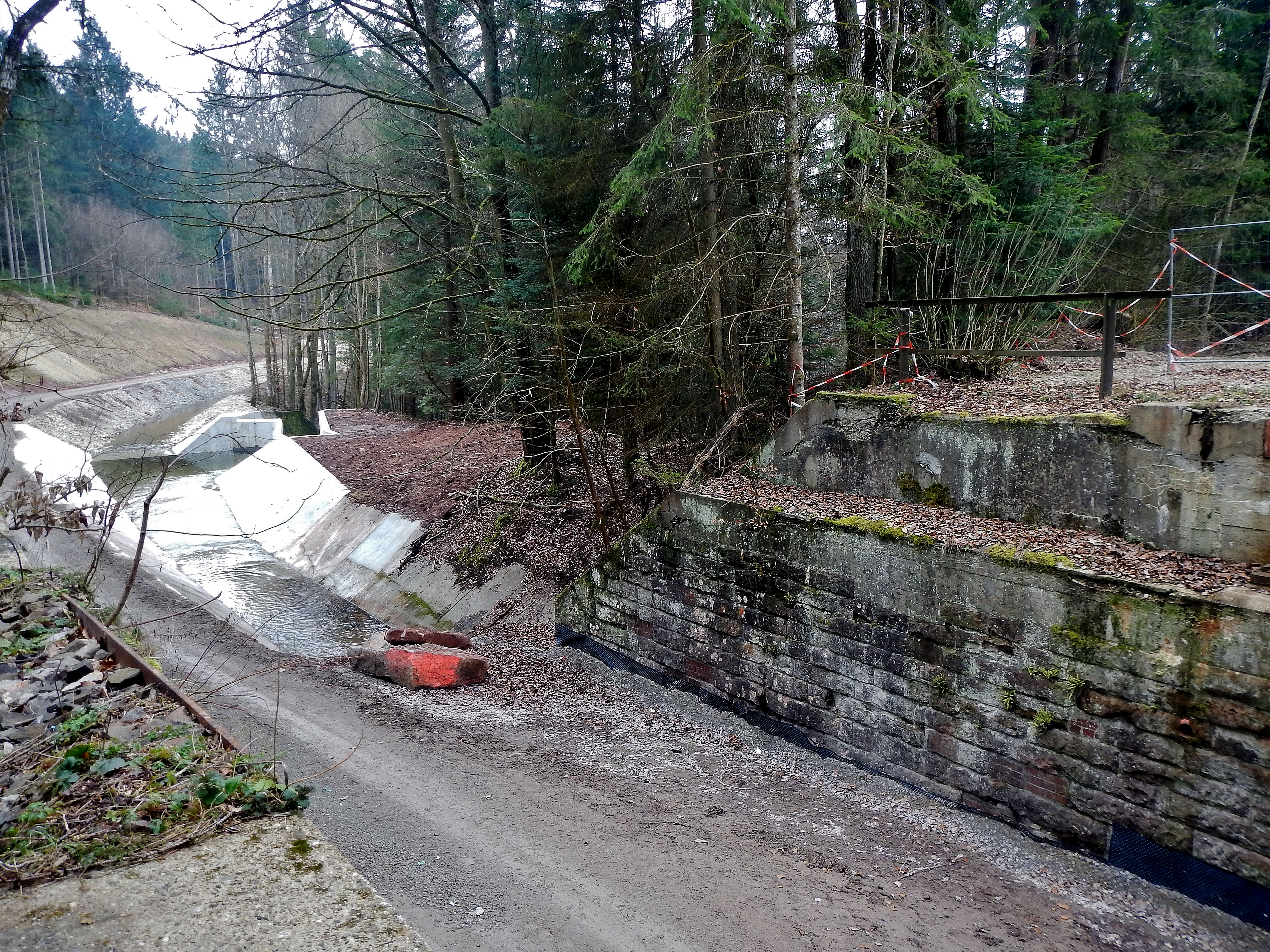
Einlauf 2016: Brücke entfernt. Bach bleibt auf der Höhe, nur Überlauf ins Tal
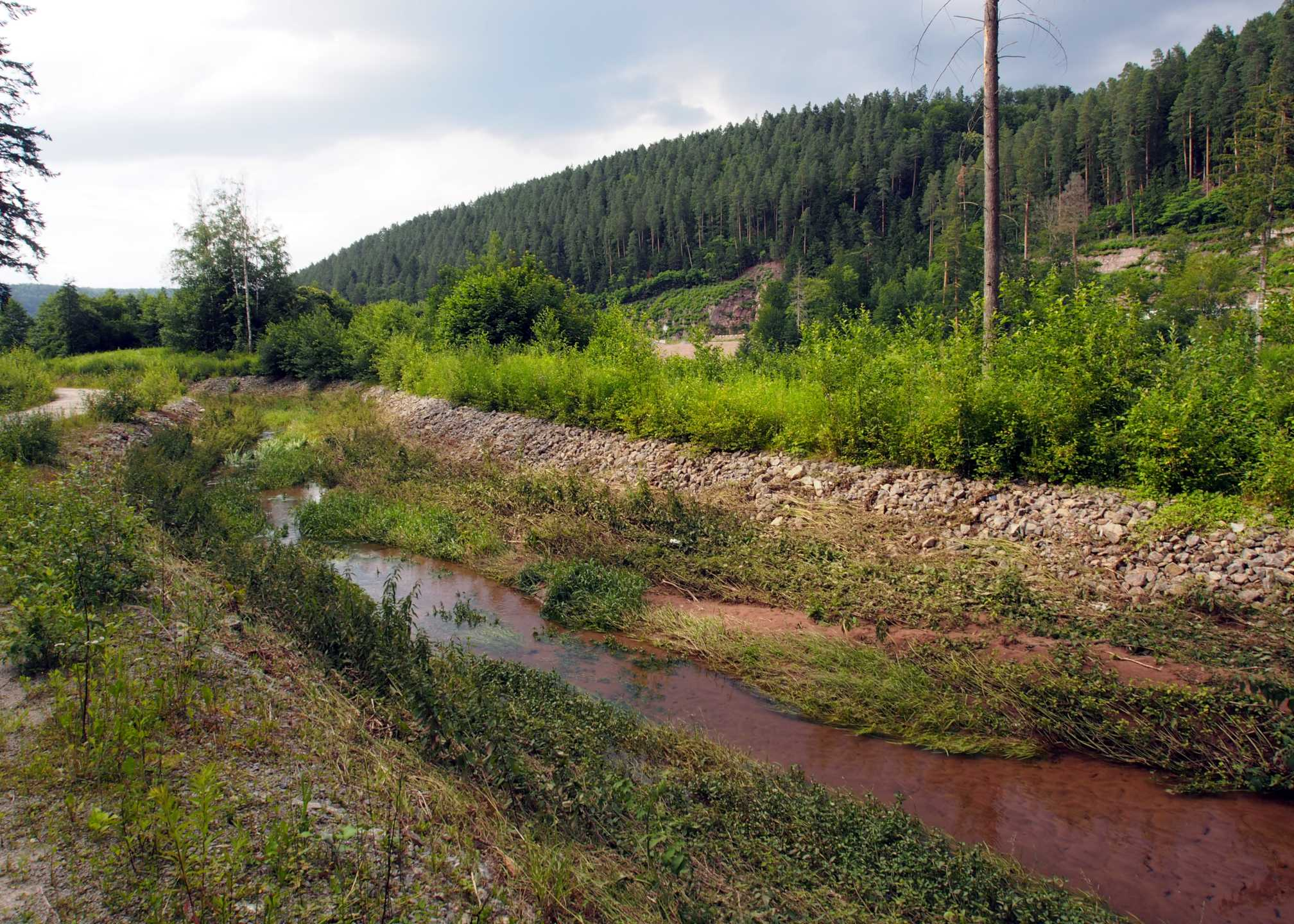
Neuer Bachlauf am oberen Rand des Kessels
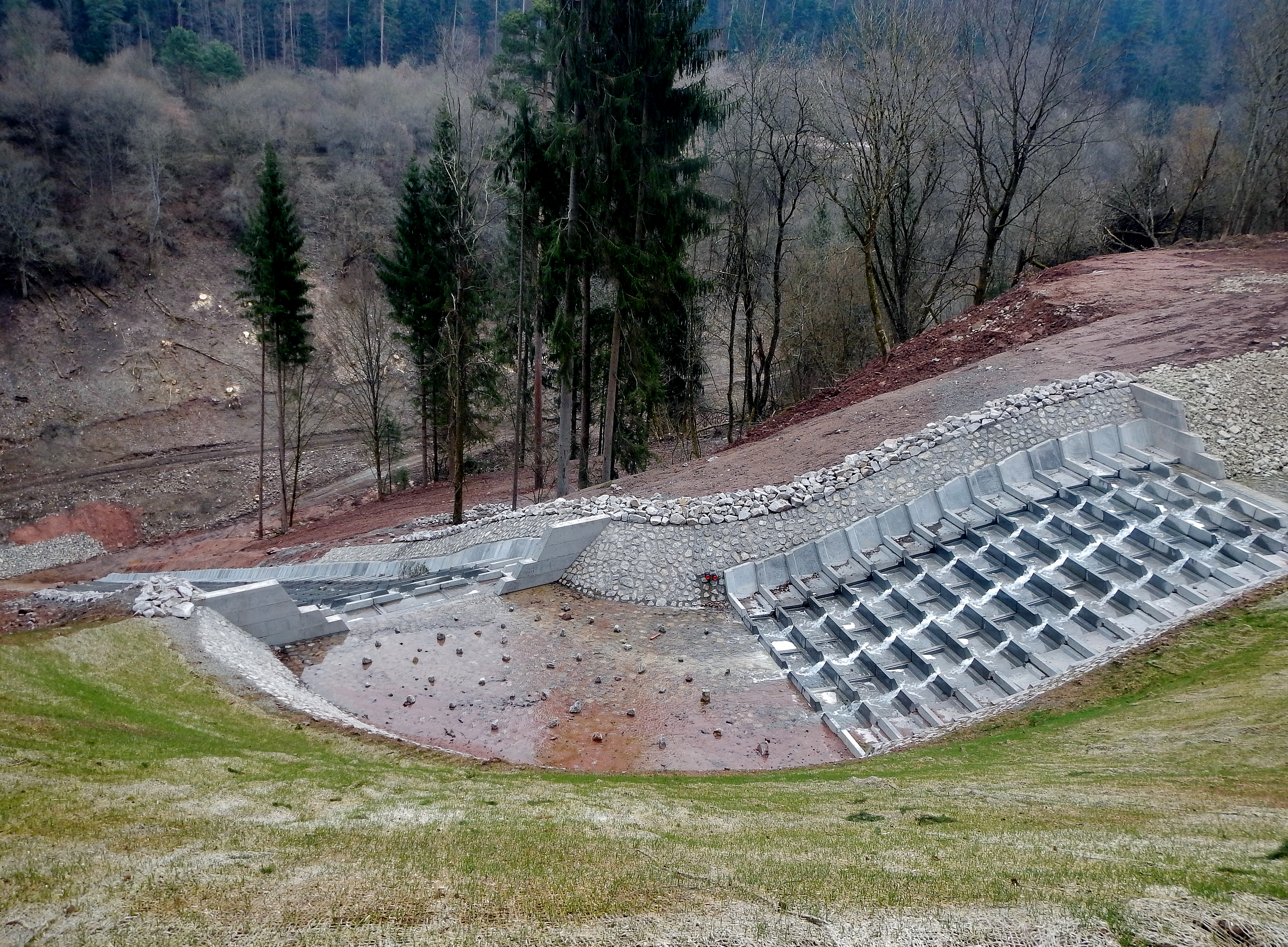
Wassertreppe jetzt am Ende des Kessels
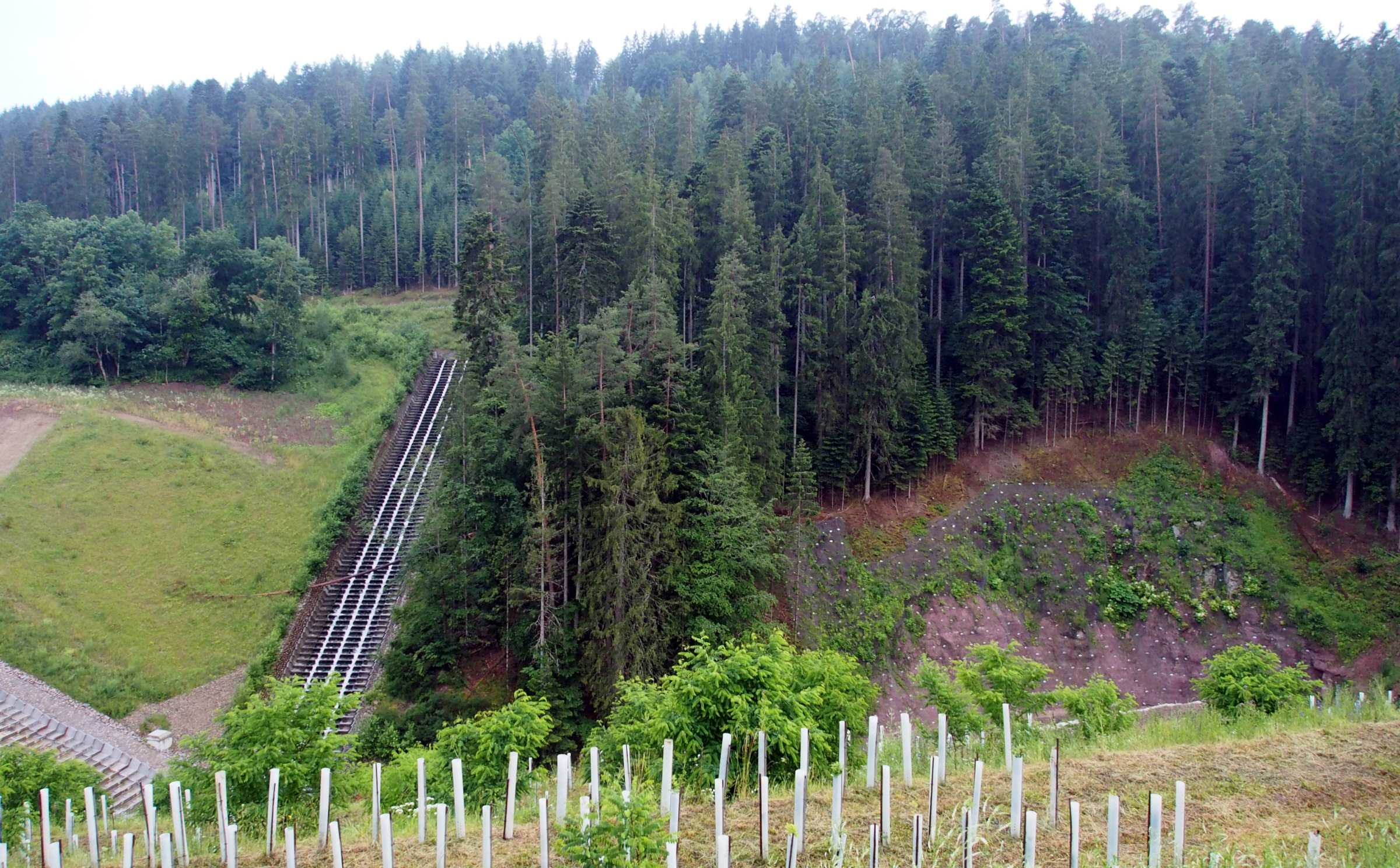
Auslaufbereich
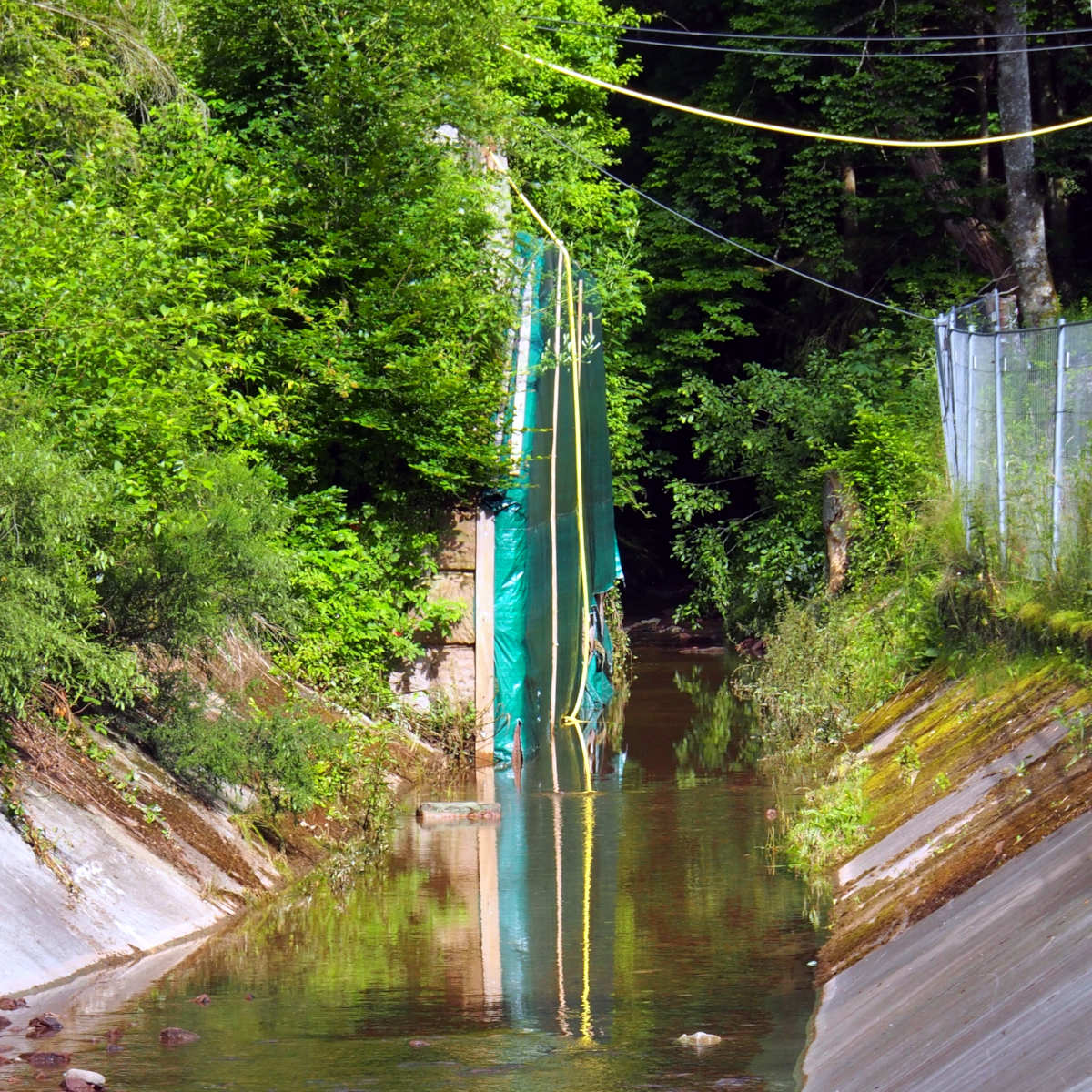
2021, Einlauf wieder offen, Brückenbau für die Hermann-Hesse-Bahn